# یوکاری چوپ‌لو (گول‌باشی)
یوکاری چوپ‌لو (به ترکی استانبولی: Yukarıçöplü) یک منطقهٔ مسکونی در ترکیه است که در گول‌باشی واقع شده‌است.